# Ducati 1299 Panigale
Die Ducati 1299 Panigale ist ein Motorradmodell des italienischen Motorradherstellers Ducati.
2018 wurde sie von der Panigale V4 mit Vierzylindermotor abgelöst.

## Technik
Wie bei der Vorgängerin, der 1199 Panigale, erfolgt der Antrieb durch einen flüssigkeitsgekühlten Zweizylindermotor. Durch eine um vier auf 116 mm vergrößerte Bohrung stieg der Hubraum auf 1285 cm³. Der Motor ist als extremer Kurzhuber ausgelegt, mit einem Verhältnis von Hub zu Bohrung von 0,524. Eine solche Auslegung wird auch als überquadratisch bezeichnet, woher der italienische Name "Superquadro" rührt. Die vier Ventile je Zylinder werden von zwei obenliegenden Nockenwellen angesteuert, das Schließen der Ventile erfolgt desmodromisch. Gegenüber dem Vorgänger stieg die Leistung um zehn auf 205 PS, wobei laut Ducati das Hauptaugenmerk bei der Entwicklung auf einem höheren Drehmoment lag.
Ein überarbeitetes Fahrwerk soll die Fahrbarkeit der Panigale verbessern, gemeinsam mit einem umfangreichen Elektronikpaket. Neben drei Fahrmodi bietet die 1299 Panigale nun auch eine Wheelie-Kontrolle, einen Schaltautomat, der Kuppeln beim Runterschalten überflüssig macht, und Kurven-ABS.

## Name
Borgo Panigale ist der Vorort von Bologna, in dem Ducati seit seiner Gründung Motorräder herstellt.

## Varianten
Die 1299 Panigale S ist eine aufgewertete Version des Basismodells. Sie verfügt unter anderem über leichtere Schmiederäder und ein semiaktives Fahrwerk mit Öhlins-Federelementen.
Durch den Hubraumzuwachs kann die 1299 nicht mehr in der Superbike-Weltmeisterschaft eingesetzt werden. Als Homologationsmodell dient deshalb die Panigale R, die weiter auf den 1199 cm³ starken Motor setzt. Durch Feinschliff erreicht die Panigale R ebenfalls 205 PS.
2017 folgte die auf 500 Exemplare limitierte 1299 Superleggera, die unter anderem mit zahlreichen Karbonteilen aufgewertet wurde. So spart das Monocoque 1,7 kg ein, die Schwinge ist um 0,9 kg leichter und die Räder weitere 1,4 kg. Der Motor erreicht 215 PS bei 11.000 Umdrehungen pro Minute. Zudem hatte sie eine sechsachsige  Inertial Measurement Unit (IMU) zur Unterstützung der Fahrerassistenzsysteme.
Letzte Variante war die 1299 Final Edition, die in den Farben der italienischen Nationalfarbe lackiert war. Sie stellt Ducatis Abschied von großvolumigen Zweizylindern für den Renneinsatz dar, da Ducati für den Nachfolger auf einen Vierzylinder setzt.